# Nishijima Yuya
Yuya Nishijima (sinh ngày 21 tháng 2 năm 1995) là một cầu thủ bóng đá người Nhật Bản.

## Sự nghiệp câu lạc bộ
Yuya Nishijima đã từng chơi cho Gainare Tottori.